# Nueva Colonia Purísima
Nueva Colonia Purísima är en ort i Mexiko.   Den ligger i kommunen Irapuato och delstaten Guanajuato, i den centrala delen av landet, 260 km nordväst om huvudstaden Mexico City. Nueva Colonia Purísima ligger 1 737 meter över havet och antalet invånare är 253.
Terrängen runt Nueva Colonia Purísima är platt åt sydväst, men åt nordost är den kuperad. Runt Nueva Colonia Purísima är det tätbefolkat, med 257 invånare per kvadratkilometer. Närmaste större samhälle är Irapuato, 9,0 km väster om Nueva Colonia Purísima. Omgivningarna runt Nueva Colonia Purísima är en mosaik av jordbruksmark och naturlig växtlighet.